# Иловайский, Сергей Иванович
Сергей Иванович Иловайский (1861—1907) — российский юрист-правовед.

## Биография
Родился в 1861 году в Санкт-Петербурге в семье Ивана Фёдоровича Иловайского (1836—1892) и Марии Григорьевны, также Иловайской по рождению (1841—1889) — дочери  Г. Д.Иловайского, внучке Д.И.Иловайского, во втором браке — княгини Трубецкой («князь Павел, младший, женат был на разведённой Иловайской»).   
Младшая сестра — Мария Ивановна Иловайская (в замуж. Батюшкова; 1863—1939, Болгария) была замужем за сыном Д.Н.Батюшкова Алексеем Дмитриевичем (1859—1907).    
Единоутробный брат — Александр Павлович Трубецкой (1881—1955) до революции служил в Одесской судебной палате.  
Двоюродный брат (сын сестры матери Елизаветы Григорьевны Иловайской) — прозаик, публицист, мемуарист, дипломат Григорий Александрович Де-Воллан.
Сергей Иванович — правнук (со стороны отца) генерал-майора И. Д. Иловайского. Брат его деда, Федора Ивановича Иловайского (1795—1835) — историк Дмитрий Иванович Иловайский. 
В 1879 году окончил с серебряной медалью 6-ю Санкт-петербургскую гимназию и поступил на юридический факультет Санкт-Петербургского университета, который окончил в 1882 году. Был оставлен на кафедре финансового права и, одновременно, начал службу в Госбанке Санкт-Петербурга. В 1886 году был назначен приват-доцентом финансового права в Новороссийском университете; 27 января 1887 года прочитал вступительную лекцию: «Определение, содержание и значение науки финансового права в связи с кратким очерком финансового положения главнейших государств». После защиты диссертации «Косвенное обложение в теории и практике» был утверждён в степени магистра финансового права. С 1893 года — экстраординарный профессор Императорского Новороссийского университета.
В 1896 году утверждён почётным мировым судьёй Одессы.
С 26 января 1898 года — коллежский советник, с 12 ноября 1902 года — статский советник. В декабре 1902 года за безвозмездное исполнение обязанностей казначея Одесского Сербского общества он был награждён Орденом Св. Саввы 3-й степени. В 1904 году награждён российским орденом Св. Анны 3-й степени. Имел также серебряную медаль в память царствования императора Александра III.
С. И. Иловайский имел земельный участок в Гагринском районе Сочинского округа Черноморской губернии.
Умер от огнестрельного ранения (застрелился) 13 (26) апреля 1907 года в Одессе и был похоронен на Воскресенском кладбище Одессы.
Был женат на Екатерине Сергеевне Сомовой (1862—1944, Одесса). Их брак был бездетным. 
С. И. Иловайский увлекался альпинизмом; с 1891 года был членом, а затем — товарищем (заместителем) председателя Крымско-Кавказского горного клуба и после его смерти Екатерина Сергеевна Иловайская редактировала «Записки Крымско-Кавказского горного клуба»; была почётным членом этого клуба. Она также продолжала благотворительную деятельность мужа. Императорским указом от 22 ноября 1907 года, за 22-летнюю безупречную службу С. И. Иловайского вдове была назначена усиленная пенсия, но значительно меньше той о которой она ходатайствовала: 700 рублей в год вместо 1200.
В 1900 году в Москве было организовано Русское горное общество. По поручению его правления Иловайский участвовал в Международном альпийском конгрессе, который проходил в том же году в Париже. Иловайский был избран председателем Кавказского отделения Русского горного общества. Иловайскому посвятил свою книгу «Восхождение в Тироль» (Одесса, 1913) его товарищ по горным восхождениям Н. Поггенполь, который отзывался о нём как об «альпинисте в душе и друге всего возвышенного и хорошего».